# Alicja Makarska
Alicja Makarska z domu Paluch (ur. 6 lutego 1957 w Zielonej Górze) – polska samorządowiec, urzędniczka i inżynier, w latach 2014–2018 członek zarządu województwa lubuskiego V kadencji.

## Życiorys
Absolwentka inżynierii środowiska w Wyższej Szkole Inżynierskiej w Zielonej Górze, kształciła się podyplomowo w zakresie budownictwa oszczędnego i pasywnego na Uniwersytecie Zielonogórskim. Odbyła kursy m.in. z zakresu nadzoru właścicielskiego, odnawialnych źródeł energii i efektywności energetycznej. W latach 1983–1990 pracowała w Pracowni Projektowania i Modernizacji Przemysłu, Przedsiębiorstwa Projektowania i Modernizacji Przemysłu Automatyki i Aparatury Przemysłowej „Meral” i Lubuskim Przedsiębiorstwie Gospodarki Turystycznej „Lubtour”. Od 1990 do 2008 zatrudniona w urzędzie miasta Zielona Góra, gdzie doszła do stanowiska naczelnika w Wydziale Infrastruktury Technicznej i Ochrony Środowiska oraz Wydziale Inwestycji Miejskich. W latach 2008–2014 zajmowała stanowisko prezesa Wojewódzkiego Funduszu Ochrony Środowiska i Gospodarki Wodnej w Zielonej Górze. Wchodziła w skład różnych organów społecznych, zasiadała w zarządzie Ochotniczej Straży Pożarnej.
Wstąpiła do Platformy Obywatelskiej. 1 grudnia 2014 powołana na członka zarządu województwa lubuskiego. Zakończył pełnienie funkcji wraz z całym zarządem 22 listopada 2018. W 2018 bez powodzenia kandydowała do sejmiku lubuskiego, mandat uzyskała w 2023 w miejsce Elżbiety Polak (w 2024 reelekcja).
Mężatka, ma trzech synów.